# Новодерев'янківська
Новодерев'янковська — станиця у складі Канівського району Краснодарського краю, центр Новодерев'янковського сільського поселення.
Населення — 6 626 мешканців (2002).

## Географія
Станиця розташована за 31 км на північний захід від райцентру — станиці Канівської, березі річки Албаши.

## Історія
У 1821 році переселенцями з Полтавської і Чернігівської губерній Малоросії які «вже вели рід життя, близький для чорноморців» у низов'ях річки Албаши було створено Нижньоалбашське курінне селище. Своє сьогоденне ім'я курінне поселення Новодерев'янковське отримала 7 червня 1827 року, коли військова канцелярія надала череді куренів нові імена, взяті від поселень, що першими почали облаштування кубанських земель.

## Відомі люди
- Павло Курганський (1879—1957) — голова Кубанського уряду, політичний діяч.
- Федір Щербина (1849—1936) — український економіст, статистик та історик.